# Censorí (gramàtic)
|  | Per a altres significats, vegeu «Censorí (desambiguació)». |

Censorí (en llatí: Censorinus) va ser un gramàtic llatí del segle iii. És conegut per la seva obra De Die Natali, una obra miscel·lània en dos llibres que ha estat conservat per la tradició manuscrita.
De Die Natali és un curiós tractat que constitueix un compendi dels coneixements de l'època sobre el naixement i la vida de l'home. Explica l'origen de la humanitat, els moments que condueixen al naixement d'una persona (concepció, gestació i part), la relació del naixement amb la música i amb els astres, les edats de la vida humana, l'eternitat, el temps, la cronologia i les maneres de mesurar-la, i la influència de les estrelles i els genis durant la vida. Es va compondre el 238, segons explica Censorí al mateix volum, i va ser escrit per l'aniversari del seu patró, Quint Cerel·li.
Part del seu mèrit consisteix en el fet que utilitza i resumeix notícies d'escriptors anteriors a la seva època, sobretot de Varró i de Suetoni, extretes de llibres que s'han perdut i que permeten reconstruir-los. D'altra banda, Censorí aporta molta d'informació valuosa sobre l'antiga cronologia, altrament desconeguda.
A més del De Die Natali, consta que també va escriure un tractat, De metris, que segons sembla parlava dels diferents tipus de vers de la poesia llatina, i un altre titulat De accentibus, d'un cert prestigi entre els filòlegs de segles posteriors. Aquestes dues obres, però, s'han perdut.

## Edicions
- (francès)  Livre de Censorinus sur le jour natal. Traduit pour la première fois en français par M. J. Mangeart.  París: C. L. F. Panckoucke, 1843.
- (llatí)  Censorini de die natali liber. Recensuit Fridericus Hultsch.  Leipzig: Teubner, 1867.
- (llatí)  De Die Natali Liber ad Q. Caerellium. Edidit Ivan Cholodniak.  Sant Petersburg, 1889.
- (castellà) García Gual, Carlos. Censorino. El libro del cumpleaños.  Barcelona: Alba, 2008. ISBN 9788484284086.